# Midnight Shuffle
『Midnight Shuffle』は、近藤真彦のライブ・ビデオ。

## 概要
収録年月：1996年7月30・31日，中野サンプラザ
本作を最後にVHSでの発売がされなくなった。
2021年4月時点で未DVD化。

## 収録曲
1. OPENING
2. ミッドナイト・シャッフル
3. ギンギラギンにさりげなく
4. ふられてBANZAI
5. スニーカーぶる〜す
6. ハイティーン・ブギ
7. うそのない言葉
8. 情熱☆熱風☽せれなーで
9. MOVING OUT
10. BREATHLESS
11. 愚か者
12. Baby Rose
13. ミッドナイト・シャッフル（Acappella Version）
14. マイ・ウェイ（MK Live Version）
15. ミッドナイト・シャッフル